# Biquinha de Anchieta
A Biquinha de Anchieta é uma fonte de água que se localiza no município brasileiro de São Vicente. O local passou por diversas reformas desde seu erguimento em 1850, além de ter sido alvo de depredações.

## Características
A fonte de água conta com um mosaico em azulejos da missão do Padre Anchieta catequizando os povos nativos da região, de forma romantizada. O paredão conta com três bicas de água e formato de leão.